# Parc provincial de Skagit Valley
Pour les articles homonymes, voir Skagit.
Le parc provincial de Skagit Valley (en anglais : Skagit Valley Provincial Park) est un parc provincial de la Colombie-Britannique, au Canada.  Le parc protège une partie du fleuve Skagit qui passe environ au centre du parc.

## Géographie
Le parc est situé au sud-ouest de la Colombie-Britannique, dans le district régional de Fraser Valley. Il fait partie d'un vaste réseau d'aires protégées dont le parc national des North Cascades et l'aire nationale récréative du lac Ross qui sont tous deux situés au sud dans l'État de Washington aux États-Unis. Le parc provincial E. C. Manning occupe une bonne partie de sa limite orientale.
Le parc se compose également de quatre réserves écologiques : Ross Lake (61 ha), Skagit River Forest (73 ha), Skagit River Cottonwoods (69 ha) et Skagit River Rhododendrons (70 ha).